# یدالله زیوه
یدالله زیوه متولد اردبیل-خواننده و نوازنده موسیقی آذربایجانی

## فعالیت هنری
از هنرمندان بنام موسیقی آذربایجانی که علاوه بر خوانندگی  در مقوله نواختن دف و ناقارا نیز صاحب سبک بوده و در بیشتر ارکسترهای ملی رادیو تبریز که در ایران و کشور جمهوری آذربایجان به سالهای ۱۳۲۰ الی ۱۳۵۰ شمسی برگزار گردیده مشارکت داشته است. از همکاران بنام او می‌توان به علی سلیمی نوازنده چیره‌دست تار آذری. مشهدی حسن گیلانی (علی آقا واحد در غزل‌اش اسم او را برده است)، علی اکبر اردبیلی، آقابابا اردبیلی، ممیش اردبیلی از نوازندگان گارمون. اسماعیل چشم‌آذر از نوازندگان کمانچه. علی قوام اردبیلی، صحاب شکروف از خوانندگان آن دوره، همکاری می‌کرده است.
استاد محمود دست پیش در خاطرات خود از خوانندگی یدالله زیوه در ترانه خوانی ترانه‌های آیریلیق، آغلاما، ساوالان، اوزون چمن… نام برده است.